# Юсупов, Джамал Салахудинович
Джамал Салахудинович Юсупов (тур. Jamal Yusupov; 1983, Дагестанская АССР, РСФСР, СССР) — российский и турецкий тайбоксер, и боец смешанного стиля, представитель полулёгкой весовой категории. В настоящее время он участвует в ONE Championship. По состоянию на 6 марта 2023 года он занимает 4-е место в рейтинге ONE Championship в полулегком весе по тайскому боксу.

## Биография и карьера

### Ранняя жизнь
Юсупов начал заниматься тайским боксом в возрасте 21 года, а к соревнованиям вернулся лишь через несколько месяцев. В 2005 году стал мастером спорта России по тайскому боксу, а в следующем году – мастером спорта по кикбоксингу. Юсупов выступал в России, где стал шестикратным чемпионом страны по тайскому боксу среди любителей, становился чемпионом Европы по кикбоксингу. Он начал тренироваться в 2011 году, а затем переехал в Пекин, Китай.

### ONE Championship
23 октября 2019 года Юсупов срочно заменил Сашу Мойсу на ONE Championship: Age Of Dragons в бою против Йодсанклая Фаиртекса. В данном схватке он выиграл нокаутом во втором раунде ударами руками. Это стало первым поражением Йодсанклая нокаутом с 2005 года.
25 декабря 2020 года Юсупов сразился с Сэми Сана на ONE Championship: Collision Course 2. Он победил единогласным решением судей, сделав нокдауном во втором раунде.
В 2022 году Юсупов переехал в Турцию. 22 июля 2022 года Он встретился с Джо Наттавутом по правилам тайского бокса на турнире ONE 159.  Юсупов выиграл бой единогласным решением судей, сделав нокдаун.
25 февраля 2023 года на турнире ONE Fight Night 7 Юсупов бросил вызов Таванчаю П.К. Саенчаймуайтайгыму на чемпионате мира по тайскому боксу в полулегком весе. Он проиграл бой нокаутом ноги всего на 49 секунде.